# Свети Георги (Баняне)
Вижте пояснителната страница за други значения на Свети Георги.
„Свети Великомъченик Георги“ или „Свети Георгий“ (на македонска литературна норма: „Свети Георгиј“, „Свети Ѓорѓи“) е средновековна православна църква в скопското село Баняне, Северна Македония. Част е от Скопската епархия на Македонската православна църква – Охридска архиепископия.
Малката църква е разположена на падините на Скопска Църна Гора. От надписа над входната врата отвътре се разбира, че църквата е завършена в 1548/49 година, по времето на султан Сюлейман I и в същата година е изписана. Представлява малка, еднокорабна сграда, солидно градена от добре обработен дялан камък, декорирана с редове тухли, по подобие на старите византийски градежи, засводена с полуцилиндричен свод. На източната страна има тристранна апсида.
Живописта, която датира от времето на съграждането на църквата, е дело на неизвестен талантлив зограф и е с високи художествени качества. Рисунъкът му е смел и динамичен, а колоритът богат. Композиционните проблеми са добре решени, а отделни детали са работени с много фантазия и грижливост. Живописта от „Свети Георги“ се приближава до най-добрите образци за времето си от Атон и от Костур. На северния зид, покрай олтарната преграда, е изрисуван Христос архиерей със сакос и омофор, над които са изобразени серафими. Богородица е с корона на главата, а Свети Йоан държи кръст и свитък заедно с главата си на дискос. От двете страни на Христос е изписан текстът от 92 псалм.
В 1846 година иконостасът на църквата е изрисуван от Дичо Зограф, който прави и цялата нова живопис на църквата. В 1856 година, на западната страна е дозидан широк трем, за което има надпис над вратата от ктитора Петър Каовче. На неговата западна и северна страна са изобразени светци в цял ръст. На западната фасада, от фреските на Дичо Зограф най-голямо внимание привлича композицията Страшният съд, която обхваща половината от изрисуваната площ. През зимата на 1845/46 година Дичо Зограф и неговите помощници изработват престолните икони за иконостаса. Дичо Зограф е автор на иконите на апостолите с композицията Дейсис и празничните икони.
- Страшният съд, Дичо Зограф, 1846 г.
- Колелото на живота, Дичо Зограф, 1846 г.